# Family Circles
Family Circles è una farsa in due atti del 1970 di Alan Ayckbourn.

## Trama
Emma e Edward festeggiano l'anniversario di matrimonio. Gli unici invitati sono le tre figlie con i relativi partner: tre coppie davvero male assortite.
La frase che pare Edward ami dire è: La persona con la quale decidi di dividere la tua vita, inevitabilmente, si rivela la peggiore scelta possibile.
Per giocare attorno a questa frase, durante la commedia le coppie si scambiano dando al pubblico l'idea di cosa sarebbe successo se le figlie avessero sposato un partner diverso.
L'opera, inedita in Italia, ha visto il suo debutto tradotta e messa in scena dalla Compagnia teatrale Extranei